# Rhodophthitus formosus
Rhodophthitus formosus là một loài bướm đêm trong họ Geometridae.